# Stranger Than Fiction
 Stranger Than Fiction – album grupy punk rockowej Bad Religion wydany 30 sierpnia 1994 roku.

## Lista utworów
| #  | Song                                                | Length | Credits                                    |
| -- | --------------------------------------------------- | ------ | ------------------------------------------ |
| 01 | „Incomplete”                                        | 2:28   | Brett Gurewitz                             |
| 02 | „Leave Mine To Me”                                  | 2:07   | Greg Graffin                               |
| 03 | „Stranger Than Fiction”                             | 2:20   | Brett Gurewitz                             |
| 04 | „Tiny Voices”                                       | 2:36   | Greg Graffin                               |
| 05 | „The Handshake”                                     | 2:50   | Greg Graffin                               |
| 06 | „Better Off Dead”                                   | 2:39   | Brett Gurewitz                             |
| 07 | „Infected”                                          | 4:08   | Brett Gurewitz                             |
| 08 | „Television”                                        | 2:03   | Brett Gurewitz, Johnette Napolitano        |
| 09 | „Individual”                                        | 1:58   | Greg Graffin                               |
| 10 | „Hooray for Me…”                                    | 2:50   | Brett Gurewitz                             |
| 11 | „Slumber”                                           | 2:39   | Greg Graffin                               |
| 12 | „Marked”                                            | 1:48   | Brett Gurewitz                             |
| 13 | „Inner Logic”                                       | 2:58   | Greg Graffin                               |
| 14 | „What It Is”                                        | 2:08   | Greg Graffin                               |
| 15 | „21st Century (Digital Boy)”                        | 2:47   | Brett Gurewitz                             |
| 16 | „News from the Front”(Europe and Japan bonus track) | 2:22   | Brett Gurewitz, Jay Bentley, Bobby Schayer |
| 17 | „Markovian Process”(Europe and Japan bonus track)   | 1:29   | Greg Graffin                               |
| 18 | „Leaders and Followers”(Japan only bonus track)     | 2:40   | Greg Graffin                               |

## Twórcy
- Greg Graffin – śpiew
- Brett Gurewitz – gitary
- Greg Hetson – gitary
- Jay Bentley – gitara basowa
- Bobby Schayer – perkusja